# ديمتري أوزنادزه
ديمتري أوزنادزه (بالجورجية: დიმიტრი ნიკოლოზის ძე უზნაძე)‏ (2 ديسمبر 1886 - 9 أكتوبر 1950 (63 سنة)
```
في 
تبليسي
)، 
عالم نفس
 
جورجي
، 
وأستاذ جامعي
 
لعلم النفس
، والمؤسس المشارك 
لجامعة تبيليسي الحكومية
 والأكاديمية الجورجية للعلوم.
```

## نشأته وأعماله
ولد ديمتري اوزنادزه في عام 1886 في قرية ساكارا الصغيرة في مقاطعة كوتايسي (غرب جورجيا) وهو من عائلة ريفية. وقد تم طرده من مدرسة كوتايسي الثانوية لمشاركته في ثورة 1905. وفي تلك السنة، ذهب إلى سويسرا ثم إلى ألمانيا، حيث دخل كلية الفلسفة في جامعة لايبزيغ، وتخرج في عام 1909, حصل بعدها على درجة الدكتوراه من جامعة فيتنبرغ (هاله، ألمانيا) عام 1910 من خلال عمله الشهير (فلاديمير سولوفيف: نظريته المعرفية وميتافيزيقياته 1910). ثم تخرج من جامعة خاركيف في عام 1913، بعد عودته إلى وطنه عام 1909، من ذلك الحين حتى عام 1917 قام بتدريس التاريخ بالمدرسة الثانوية الجورجية في كوتايسي، وكان أيضاً مديراً لمدرسة سيناتل للبنات من عام 1915 إلى عام 1917.
بعد ثورة أكتوبر، ساعد أوزنادزه في إنشاء جامعة تبيليسي الحكومية. ثم عمل أستاذاً جامعياً ورئيس قسم علم النفس في جامعة تبيليسي الحكومية من 1918 حتى 1950.
حصل ديميتري على درجة الدكتوراه في علم النفس عام 1935. شارك بعدها في تأسيس الأكاديمية الجورجية للعلوم عام 1941. ومن عام 1941 حتى عام 1950 كان أول مدير معهد علم النفس في الأكاديمية الجورجية للعلوم (سمي المعهد باسمه لاحقاً)، حصل عام 1946 على لقب جدارة العمل العلمي في جورجيا.
وفيما يتعلق بالمجالات الرئيسية للنشاط العلمي لديمتري أوزنادزه، فقد كان أهمها: الفلسفة وعلم النفس. فهو واضع «نظرية الإتجاهات والتهيؤات» ومؤسّس المدرسة الجورجيّة لعلم النفس التربويّ. أما الأعمال العلمية الرئيسية له فهي: (فلاديمير سولوفيف: نظريته المعرفية وميتافيزيقياته) (دراسة، باللغة الألمانية، هاله، 1910) - («هنري برجسون» (دراسة، باللغة الروسية، تبليسي، 1923) - («تحقيقات في علم نفس الإتجاهات» (آكتا سايكولوجيكا، المجلد الرابع، العدد 3، في عام 1939، باللغة الألمانية) - «علم نفس التهيؤات» (دراسة، باللغة الإنجليزية، نيويورك، 1966) - («تحقيقات نفسية» (باللغة الروسية، وله ملخص باللغة الإنجليزية، في موسكو، 1966).

## وفاته
توفي أوزنادزه في 9 أكتوبر 1950، في تبليسي. ودفن في حديقة جامعة تبليسي الحكومية.